# Неукротиво срце
Неукротиво срце (шп. Corazón indomable) мексичка је теленовела, продукцијске куће Телевиса, снимана 2013.
У Србији је током 2014. емитована на телевизији Прва..

## Синопсис
Марикруз од рођења нема среће. Као беба је препуштена свом деди по мајци Рамиру, који ју је одгајио. Са њима, живи Соледад, глувонема девојка коју је Рамиро пронашао у близини ранча Наварезових.
Ранч Наварезових, припада браћи Мигелу и Октавију, чија је имовина под хипотеком, због лошег пословања. Октавио наговара брата да прода свој део, што Мигел константно одбија.
Приликом обиласка имања, Октавио упознаје Марикруз, затичући радника како малтретира девојку, он се сажали над њом и брани је. Од тог дана, је опчињен њеном лепотом, а она је почела да гаји наде.
Сазнавши да његова снаја Лусија не подноси простодушну сељанчицу, Октавио из ината ожени Марикруз. Међутим, како се она понаша веома агресивно и  нема манире , Октавијева љубав према Марикруз се претвара у огромно жаљење. Ускоро, он добија примамљиву пословну понуду, због које одлучи да напусти имање, остављајући Марикрузину судбину у рукама брата и снаје.
У Октавијевом одсуству, Лусија и њена рођака Естер смештају замку Марикруз, због чега она доспе у затвор. Исте вечери , Лусија наређује свом раднику Еусебију да спали Марикрузину колибу. Уз помоћ адвоката, девојка излази из затвора, али добија ужасну вест. Сазнаје да је њен деда погинуо у пожару и заклиње се да ће једног дана осветити дедину смрт.
Касније, Марикруз се запошљава као служавка у кући богаташа Алехандра, не слутећи да јој је он отац. Временом добија, наклоност болешљивог старца, који ће од ње направити даму и запослити је у администрацији свог казина на крузеру „Златно острво“. Тамо ће наићи на мржњу сестара Раисе и Кароле, које желе да придобију Алехандрово богатство.
Једног дана, Октавио се појављује у казину и тамо упознаје Алехандру, прелепу девојку, односно своју супругу коју не препознаје. Осим што је променила име по сазнању да је богаташева наследница, Алехандра нема ништа заједничко са девојком која је одрасла крај реке.
Након што је сломила срце, вољеном Октавију, Алехандриној освети ту није крај, на ред долазе Мигел и Лусија, које су њено срце учинили неукротивим.
Хоће ли је љубав у томе спречити?

## Ликови
- Марикруз / Марија Алехандра (Ана Бренда Контрерас) - Лепа, понизна, лукава, интелигентна, девојка која са ентузијазмом корача кроз живот. На први поглед се заљубљује у Октавија, јер је он једини који јој се опходио са поштовањем.
- Октавио (Данијел Аренас) - Атрактиван и образован младић, спреман да одузме све што му припада. Жеља да прода очево имање, изазваће гнев свог брата и снаје. Који ће када он оде, уништити јој живот. Али све се мења када се заљуби у Алехандру.
- Лусија (Елизабет Алварес) - Зла и деспотски настројена девојка према радницима и сиромашнима, а нарочито према Марикруз. Присуство свог девера Октавија је чини веома нервозном. Опасна по своје окружење.
- Мигел (Рене Стриклер) - Октавијев старији брат. Воли земљу и имање својих родитеља, због чега не жели да их Октавио прода.
- Алехандро (Сесар Евора) - Богат, великодушан и добар старац. Непосредно пред смрт сазнаје да му је Марикруз ћерка, што ће усрећити његове последње дане.
- Раиса (Ана Патрисија Рохо) - Амбициозна девојка, која чини све како би завела Алехандра због богатства. Постаће Марикрузин непријатељ. Забавља се са пуно мушкараца на борду, где ради. Али кад упозна Октавија - изгубиће главу.
- Карола (Росио Банкелес) - Рајисина старија сестра, елегантна и лепа, пословна директорка. Алехандров партнер у казину на „Златном острву“. Када Марикруз почне бринути о Алехандровим интерисима, Карола ће јој постати непријатељ.
- Рамиро (Игнасио Лопес Тарсо) - Марикрузин деда. Његова слабост је физичка нестабилност, али никада се није предао. Воли своју унуку и свим начинима је жели заштити.
- Соледад (Габи Мељадо) - Марикрузина полусестра. Као беба је глува и одгајена од стране Рамира. Жели избећи Еусебиовова злостављања, али глувонемост је у томе спречава.
- Офелија (Јулијана Пениче) - Служавка Нарваезових. Лусијин доушник, чије ставове и понашање копира. Сматра да је на вишем нивоу од Марикруз, због чега је мрзи и загорчава живот.
- Санта (Марина Марин) - Куварица Наварезових. Љубазна, стрпљива и праведна. Воли Марикруз и пружа јој заштиту. Прави пример мудрости, остале увек мудро саветује у проблемима.
- Симона (Исадора Ирасабал) - Физички неатрактивна жена, власница огромног богатства. Лусијина пријатељица, која ће у намери да повреди Марикруз покушати да је уда за Октавија.
- Еусебио (Карлос Камара) - Надзорник имања Наварезових. Арогантан, лукав и опасан. Човек злих и перверзних осећања. Жели искористити Соледад, јер мисли да га не може оптужити зато што је глува.
- Марија (Марија Елена Веласко) - Индијанка племенитог срца. Захвална и непромишљена старица. Заљубљује се у Рамира.
- Хосе Антонио (Хуан Анхел Еспарса) - Радник Наварезових. Згодан, леп, атрактиван. Сматра Марикруз добром девојком, јер је био заљубљен у њу. Естер и Еусебио га користе како би провоцирали Октавија.
- Теобалдо (Мануел Ландета) - Батлер у казину. Добија задатак да штити Арасели, конобарицу у казину. Иако сви мисле да је зљубљен у њу, он то негира.
- Алваро (Серхио Гојри) - Инжењер добрих осећања, жели да освоји Марикруз.

## Глумачка постава

### Главне улоге
| Глумац:              | Улога:                                     |
| -------------------- | ------------------------------------------ |
| Ана Бренда Контрерас | Марикрус Оливарес Марија Алехандра Мендоса |
| Данијел Аренас       | Октавио Нарваес                            |

### Споредне улоге
| Глумац:              | Улога:                  |
| -------------------- | ----------------------- |
| Елизабет Алварес     | Лусија Браво де Нарваес |
| Рене Стриклер        | Мигел Нарваес           |
| Сесар Евора          | Алехандро Мендоса       |
| Марија Елена Веласко | Марија Крус             |
| Силвија Манрикез     | Клементина дел Олмо     |
| Игнасио Лопез Тарсо  | Рамиро Оливарес         |
| Росио Банкелес       | Карола Консеко          |
| Ана Патрисија Рохо   | Раиса Консеко           |
| Мануел Ландета       | Теобалдо                |
| Карлос де ла Мота    | Емир Карим              |
| Алехандро Томаси     | Бартоломе Монтенегро    |
| Луис Урибе           | Мохамед                 |
| Хосе Карлос Руис     | свештеник Хулијан       |
| Арлет Теран          | Наташа Фуентес          |
| Карлос Камара Јр.    | Еусебио / Насарио       |
| Хуан Анхел Еспарса   | Хосе Антонио            |
| Габи Мељадо          | Соледад Солита Оливарес |
| Брандон Пениче       | Алфонсо                 |
| Тоњо Инфанте         | Моралес                 |
| Бодокито             | Томасита                |
| Ингрид Марц          | Дорис                   |
| Ребека Манрикез      | Нилда                   |
| Хуан Вердуско        | Абелардо                |
| Исадора Гонзалес     | Симона                  |
| Јулијана Пениче      | Офелија                 |
| Јоланда Кијани       | Селија                  |
| Луис Коутуријер      | Франсиско               |
| Маурисио Мехија      | Хуан Хосе               |
| Аксел Рико           | Анибал                  |
| Едуардо Касерес      | Варгас                  |
| Џесика Десоте        | Хуанита                 |
| Елизабет Валдес      | Естер                   |
| Рикардо Франко       | Едуардо                 |
| Мишел Рамахалија     | Арасели                 |
| Марина Марин         | Санта                   |
| Аурора Клевел        | Серафина                |
| Рафаел Амадор        | Тобијас                 |
| Тања Васкез          | Маријана                |
| Антонио Фортијер     | Тони                    |
| Марлен Калб          | Мерседес                |
| Ерардо Артуро        | Перико                  |
| Раул Магања          | Данило                  |
| Бланка Зандек        | Исабел                  |
| Данијела Басо        | Жаки                    |
| Маја Мишалска        | Кармела                 |
| Ракел Панковски      | Сира                    |
| Марибел Фернандез    | Доминга                 |
| Алисија Енсинас      | Ермина                  |
| Кета Лават           | Лукресија               |
| Алехандра Роблес Хил | Лис                     |
| Паола Торес          | Елиса                   |